# Isoperla mormona
Isoperla mormona is een steenvlieg uit de familie Perlodidae. De wetenschappelijke naam van de soort is voor het eerst geldig gepubliceerd in 1920 door Banks.